# Шибпур (подокруг)
Шибпур (бенг. শিবপুর, англ. Shibpur) — подокруг в центральной части Бангладеш в составе округа Нарсингди. Образован в 1918 году. Административный центр — город Шибпур. Площадь подокруга — 206,98 км². По данным переписи 1991 года численность населения подокруга составляла 237 246 человек. Плотность населения равнялась 1147 чел. на 1 км². Уровень грамотности населения составлял 32,3 %. Религиозный состав: мусульмане — 95,33 %, индуисты — 4,37 %, христиане — 0,07 %, прочие — 0,23 %.